# NGC 1788
NGC 1788 (auch bekannt als Fledermausnebel, da seine Struktur ein wenig an eine Fledermaus erinnert) ist ein Reflexionsnebel im Sternbild Orion am Nordsternhimmel. Er liegt am Himmel nur wenige Grad von den Gürtelsternen des Orion entfernt und ist rund 3.000 Lichtjahre von der Sonne entfernt
NGC 1788 wird durch die massereichen Sterne der Orion-Region deutlich beeinflusst. Die Winde dieser Sterne gaben dem Nebel seine Form, regten Sternentstehung in ihm an und brachten auch das Wasserstoffgas zum Leuchten (im Bild der rötliche Streifen auf der linken Bildhälfte).
Die meisten Sterne, die sich im Nebel befinden, sind durch Staub verdeckt. Eine der wenigen Ausnahmen bildet HD 293815. Die Sterne dieser Region sind mit einem durchschnittlichen Alter von einer Million Jahren sehr jung.
Das Objekt wurde am 1. Februar 1786 von dem deutsch-britischen Astronomen Friedrich Wilhelm Herschel entdeckt.

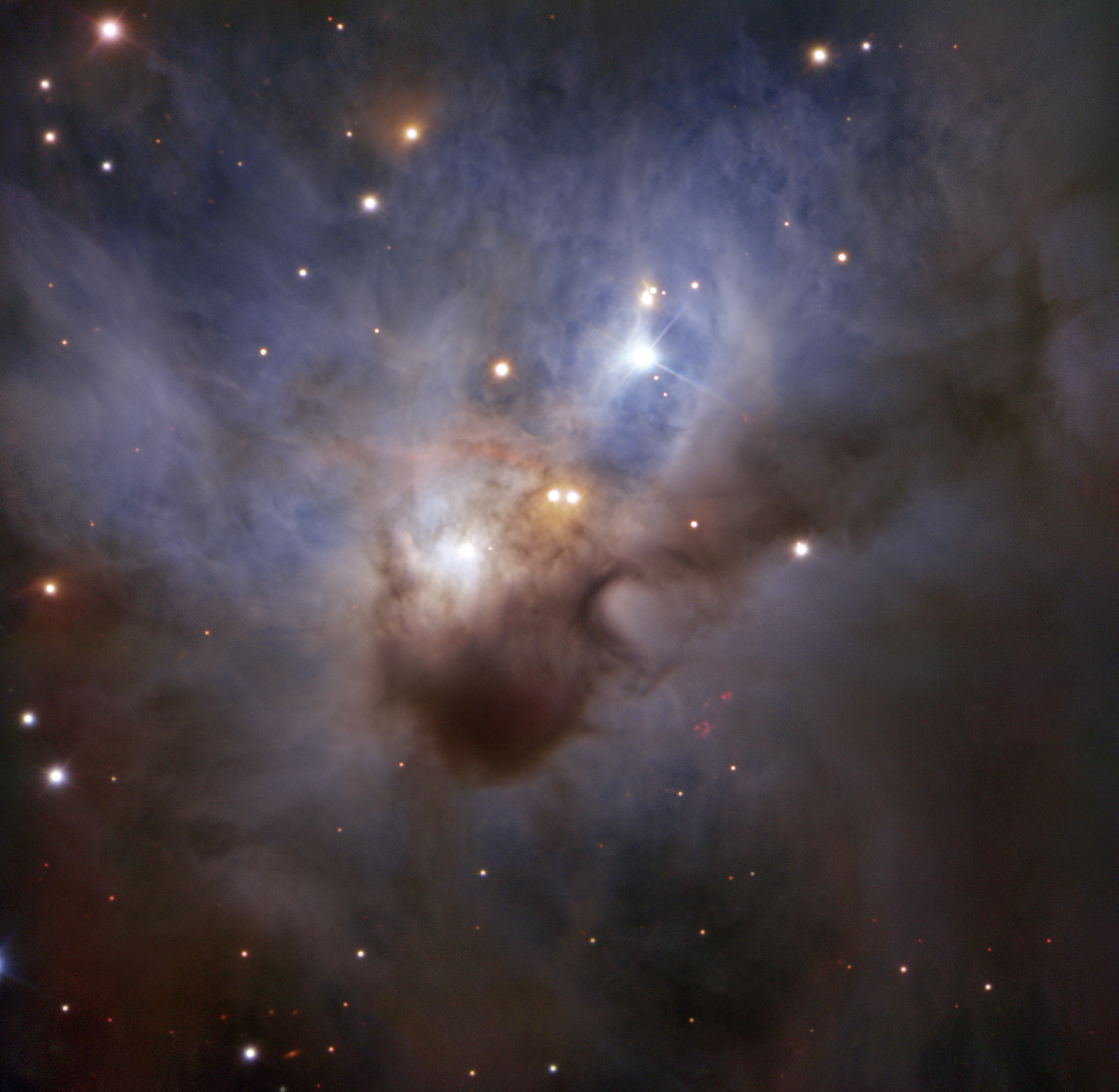
Hochaufgelöste Aufnahme des zentralen Bereichs, VLT